# Pazuzu

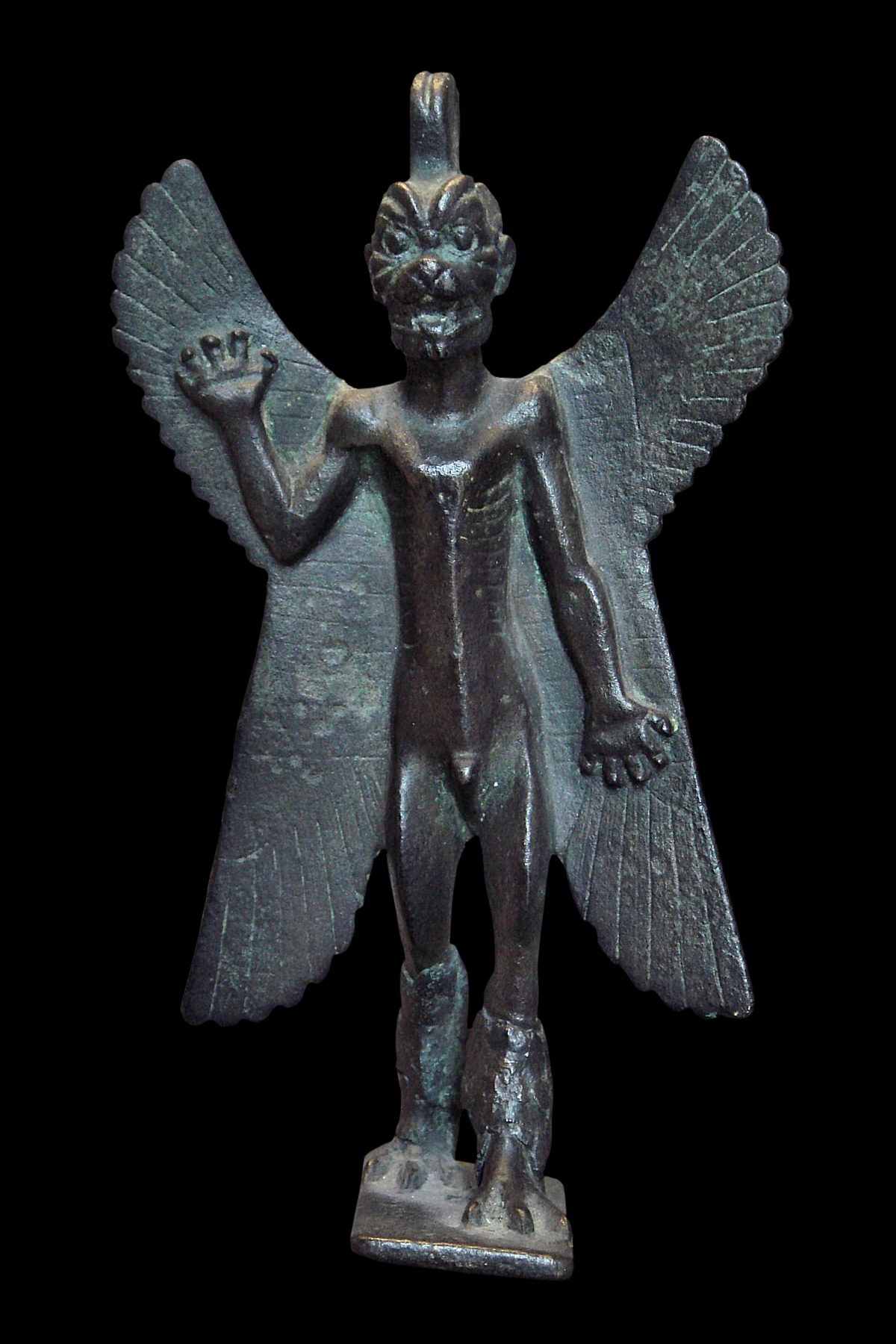
Immagine di una statuetta in bronzo di Pazuzu conservata al Museo del Louvre. L'iscrizione della statuetta recita: Io sono Pazuzu, figlio di Hanpa. Il re degli spiriti malvagi del vento che sorge all'improvviso dalle montagne.

Nelle religioni della Mesopotamia, Pazuzu (nelle fonti cuneiformi scritto con diverse grafie, per es. pa3-zu-zu, pa-zu-zu) è il signore dei venti e figlio del dio Hanbi. Il nome potrebbe essere di origine aramaica derivante dalla radice PIP "essere impetuoso"; il senso del nome sarebbe dunque qualcosa come "l'impetuoso".
Rappresenta nello specifico il vento proveniente da sud-ovest, portatore di tempeste e siccità. Il suo culto apparve in Assiria intorno all'VIII secolo a.C.

## Iconografia
Pazuzu è rappresentato in forma terioantropica, ovvero come una combinazione di caratteristiche umane e di animali diversi: corpo umanoide, testa di leone o cane, zampe di rapace per piedi e zampe di felino per mani, due paia di ali, e coda di scorpione. Ha il pene eretto terminante a testa di serpente. Ha generalmente un braccio rivolto verso il basso e l'altro verso l'alto in segno di aggressione.
Le sue caratteristiche animali fanno pensare a una parentela con le divinità egizie Seth, Anubi e Bes, i primi due dèi dalla testa di canide associati ai venti e al mondo dei morti, e il terzo demone terioantropico protettore della casa e delle partorienti.

## Funzione
Pazuzu è il dio del vento proveniente da sud-ovest, considerato portatore di carestia durante la stagione secca, e locuste durante la stagione umida. Pazuzu era un demone perciò invocato in senso apotropaico per combattere e vincere gli altri demoni, e specialmente la sua principale rivale, la demonessa vampirica Lamaštu, che si pensava attaccasse le madri gravide, durante il parto, e i neonati; era per questo raffigurato da amuleti affissi nelle case e portati dalle donne gravide e più in generale venerato come protettore della casa contro la malattia e la sfortuna.

## Cultura di massa

### Cinema
- Pazuzu è il demone al centro della saga de L'esorcista, nel romanzo e nel film. Quando padre Lankester Merrin si trova presso il sito archeologico di Hatra, nell'attuale Iraq, viene rinvenuta una statua di Pazuzu. Nel primo film della saga il demone si impossessa di Regan MacNeil (Linda Blair). Nel secondo film Pazuzu interviene in aiuto di Satana (che è dentro una persona creata da lui stesso) lanciando insetti volanti. La terza, quarta e quinta pellicola mostrano come Pazuzu sia entrato nel corpo dell'assassino James Venamun, denominato Gemini Killer, e, alla morte di questi, si sia trasferito insieme a lui in padre Damien Karras (nel terzo), nella dottoressa Sara Novack (nel quarto) e nel giovane Cheche (nel quinto).

### Televisione
- Nella serie Futurama di Matt Groening, Pazuzu è il nome del gargoyle a cui il Professor Farnsworth ha pagato il college.
- Nella serie I Simpson, Pazuzu appare in una parodia del film L'esorcista, nell'episodio XXVIII La paura fa novanta, dove si impossessa di Maggie Simpson.
- Nella serie Constantine della NBC, Pazuzu è un demone grazie al quale il protagonista riesce a sconfiggere sua moglie Lamashtu. Successivamente, il protagonista, in condizioni critiche, si lascia possedere dallo stesso Pazuzu per poter sopravvivere come corpo ospite ed affrontare un invunche.
- Il demone Pazuzu è comparso ancora una volta come antagonista nella saga cinematografica, nella serie TV The Exorcist, sequel della saga che vede Pazuzu tornare a perseguitare Regan e la sua nuova famiglia.

### Musica
- Pazuzu è un celebre brano discomusic erotico di Tony Silvester & The New Ingredient pubblicato nel 1976 come singolo e all'interno dell'album Magic Touch.
- Pazuzu è il nome di una band ambient-blackmetal austriaca.
- Pazuzu è una canzone della band polacca Black/Death Metal Behemoth.
- Nel video Rockit dei Gorillaz, si vede una statua di Pazuzu che canta il ritornello della canzone. La statua è anche l'immagine dell'album D-Sides da cui la canzone è tratta. Il gruppo ha fatto ricomparire la statua sotto forma di murale nel video clip della canzone Humility.
- La band svedese dei Lord Belial ha dedicato a questo demone una canzone: Pazuzu - Lord of Fevers and Plagues.
- La band statunitense dei Nile ha dedicato a Pazuzu la canzone Pestilence and Iniquity.
- La band death metal statunitense dei Morbid Angel tratta di Pazuzu nella canzone Lord of All Fevers and Plague.
- Pazuzu è il nome della mascotte simbolo del gruppo punk rock sardo Punkillonis prodotto da Piotta.
- Oranssi Pazuzu è il nome di una band black metal finlandese.
- I Am Pazuzu è una canzone di Eddy Detroit, comparsa nell'album di esordio del 1982 intitolato Immortal God's.
- Pazuzu è il nome di un singolo della band symphonic metal svedese Therion; il brano è comparso sul loro album Leviathan II, uscito nel 2022.[2]

### Fumetti e giochi
- Pazuzu è al centro del fumetto Le Démon de la Tour Eiffel, secondo volume delle avventure di Adèle Blanc-Sec, il personaggio creato dal fumettista francese Jacques Tardi che recentemente è stato protagonista di una trasposizione cinematografica.
- Pazuzu è un NPC, nonché boss sia del picchiaduro Mutant Fighter sia dell'MMORPG Aion: The Tower of Eternity.
- Pazuzu viene raffigurato in una statuetta, una delle quattro chiavi per scatenare l'apocalisse nel videogioco Louvre - La maledizione finale.
- Pazuzu è un demone superiore nel videogioco Diablo III, diventato poi anche obiettivo di una missione nell'espansione Diablo III: Reaper of Souls.
- Pazuzu è uno dei demoni ricorrenti nella saga videoludica JRPG Shin Megami Tensei.
- Pazuzu è il Pit Fiend (D&D 5e) che il mago elfico Rama ha evocato per sete di conoscenza; un errore nel processo ha però fatto sì che una goccia del suo sangue finisse nel calderone di evocazione. Pazuzu maledì Rama, e il giovane elfo si ritrovò così intrinsecamente legato da un patto di sangue con il demone.
- Pazuzu viene citato e rappresentato in forma di statue, idoli e simboli nel videogioco The Dark Pictures: House of Ashes (terzo capitolo della serie di videogiochi "The Dark Pictures Anthology", distribuita da Bandai Namco Entertainment), e pur essendo un personaggio ricorrente ai fini della narrazione, non viene mai mostrato fisicamente.
- Pazuzu è anche una carta mostro nel gioco da tavolo “Cacciatori di Mostri” (della Amigo) appartenente ai Reami del Sogno; inoltre, questa carta è una delle carte di più alto livello del gioco.